# ژان اپستاین
ژان اپستاین (به فرانسوی: Jean Epstein) ‏(۲۵ مارس ۱۸۹۷–۲ آوریل ۱۹۵۳)‏ از کارگردانان و نظریه پردازان سینماست.

## دوره زندگی
او کارگردانی فیلم را با فیلم پاستور در سال ۱۹۲۲ آغاز کرد.
لوئیس بونوئل که از سرشناس‌ترین کارگردانان جهان به‌شمار می‌رود در فیلم‌های مائوپرات و سقوط خانه آشر (۱۹۲۸) بعنوان دستیار در کنار اپستاین بوده است. نقدهای اپستاین در مجله لی اسپریت نوئو چاپ می‌شد.